# ファミリー・ビジネス・ビール・カンパニー
ファミリー・ビジネス・ビール・カンパニー（英: Family Business Beer Company）は、アメリカ合衆国の酒類製造会社。

## 概要
2017年に設立。テキサス州ドリッピングスプリングスにある家族経営の醸造所。ジェンセン・アクレス、ダニール・ハリス（現ダニール・アクレス）、エド・グラウラー、デビー・グラウラー、ジーノ・グラウラー（ダニール・ハリスの兄と両親）が共同所有し、ヘッドブルワーのネイト・シールが率いている。

## 主な製品
- BLACK IS BEAUTIFUL　ブラックイズビューティフル（インペリアル ブラックエール、トーストしたココナッツとサブロとギャラクシーホップ入り）
- HAMILTON PALE　ハミルトン・ペール（アメリカのペールエール）
- COSMIC COWBOY　コズミックカウボーイ（アメリカのインディア・ペールエール)
- GOLDEN AGE　ゴールドエイジ（ドイツスタイルピルスナー。2019年 GABFシルバーメダル受賞）
- THE GRACKLE　ザ・グラックル（ヒルカントリーインペリアルスタウト）
- KING BISCUIT　キングビスケット（ビタービール）
- ¡EL SAICO!（シングルホップ クライオホップ- モザイク　インディア・ペールエール）
- DUNKEL　ダンケル（ミュンヘンスタイルのダークラガー）
- SPREE（ベルリーナー・ヴァイセ）
- GLIDER（アメリカンライトラガー）
- SAISON C'EST BON!（ベルギーセゾンビール）